# سوبیگ
سوبیگ یا خیلی‌بزرگ (به انگلیسی: Sobig) کرم رایانه‌ای بود که در ماه اوت سال ۲۰۰۳، میلیون‌ها رایانه مایکروسافت ویندوز متصل به اینترنت را آلوده کرد.
اگرچه نشانه‌هایی وجود داشت که آزمایش‌ها برروی کرم در اوایل سال ۲۰۰۲ انجام شد، سوبیگ. اِی (به انگلیسی: Sobig.A) اولین بار در ژانویه ۲۰۰۳ در اینترنت پیدا شد. سوبیگ. بی (به انگلیسی: Sobig.B) در ۱۸ مه ۲۰۰۳ منتشر شد. این کرم اولین بار «Palyh» نامیده شد، اما بعد از آنکه کارشناسان ضد ویروس کشف کردند نسل جدیدی از سوبیگ ساخته شد و بعداً به سوبیگ. بی تغییر نام داد. سوبیگ. سی (به انگلیسی: Sobig.C) در تاریخ ۳۱ مه منتشر شد و اشکال زمان‌بندی که در سوبیگ. بی وجود داشت را برطرف کرد. سوبیگ. دی (به انگلیسی: Sobig.D) چند هفته بعد و به دنبال آن سوبیگ. اِی (به انگلیسی: Sobig.E) در ۲۵ ژوئن منتشر شدند. در ۱۹ اوت، سوبیگ. اف (به انگلیسی: Sobig.F) شناخته شد و رکورددار حجم گسترده‌ای از ایمیل‌ها شد. این کرم در نوع «سوبیگ. اف» بسیار گسترده بود. از سال ۲۰۱۸ سوبیگ دومین کرم سریع کامپیوتری است که تاکنون وارد اینترنت شده‌است و تنها کرم محشر من از آن پیشی می‌گیرد.
سوبیگ نه تنها کرم رایانه‌ای است، بلکه همچنین یک اسب تروا است که به عنوان چیزی غیر از بدافزار مخفی می‌شود. کرم سوبیگ. اف به عنوان ایمیل با یکی از عنوان‌های زیر ظاهر می‌شود:
- Re: Approved (پاسخ: تأیید شده)
- Re: Details (پاسخ: جزئیات)
- Re: My details (پاسخ: جزئیات من)
- Re: Thank you! (پاسخ: متشکرم!)
- Re: That movie (پاسخ: آن فیلم)
- Re: Wicked screensaver (پاسخ: محافظ صفحه نمایش شریر)
- Re: Your application (پاسخ: برنامه شما)
- Thank you! (ممنونم!)
- Your details (جزئیات شما)

در این متن‌ها نوشته شده‌است که: «برای جزئیات به فایل پیوست شده مراجعه کنید» یا «لطفاً برای اطلاعات بیشتر به فایل پیوست شده مراجعه کنید.» همچنین شامل پیوست یکی از نام‌های زیر است:
- application.pif
- details.pif
- document_9446.pif
- document_all.pif
- movie0045.pif
- thank_you.pif
- your_details.pif
- your_document.pif
- wicked_scr.scr